# E. Ravignat
E. Ravignat, de son vrai nom Jean Baptiste Antoine Ravignat, est un dessinateur, aquarelliste et lithographe né à Luxembourg le 24 février 1803 et mort à Saint-Loup-sur-Semouse le 20 avril 1875. Il est également professeur dans différents collèges de Lorraine et du Jura.

## Biographie
Ravignat est le fils d'Antoine Ravignat, Adjudant Major au 3e Régiment de hussards, mort en héros dans la Seine en 1803, et de Catherine de Marbaix (1780-1841). Il a une sœur ainée, Marie Louise.

### Les Vosges
Professeur de collège, il devient régent de 4e et de 5e au collège de Remiremont dès 1832. Puis, en 1841, il exerce cette profession à Bar-le-Duc et demande finalement un congé. C'est là qu'il réalise son premier album de lithographies, composé de 10 vues de la ville,. La même année, il illustre la Revue pittoresque, historique et statistique des Vosges écrit par Charles Charton : Ravignat réalise 47 dessins représentant différents paysages des Vosges. Les dessins sont lithographiés. Il se marie à Paris en décembre 1842, avec Jeanne Didelin et obtient un poste dans le Jura.

### Le Jura
En 1845, il illustre un deuxième ouvrage, concernant cette fois-ci la ville de Besançon, qui est écrit par Alexandre Guénard. Cette fois, il dessine et lithographie 38 estampes représentant les monuments anciens et modernes de la ville. Trois ans plus tard, il réalise de nouveau 24 lithographies pour le Jura pittoresque : ses dessins représentent les sites, monuments et ruines historiques du département du Jura. En 1851, il intègre la Société d'émulation du Jura puis il vit ensuite à Lure (Haute-Saône)  et en 1856 : il est témoin de la naissance de Georges Colomb, l’inventeur du sapeur Camember. Son père Nicolas Colomb est en effet principal du collège où Ravignat exerce comme régent. Selon le témoignage de Christophe, Ravignat est aussi son professeur de dessin au collège . En 1869, après 36 années de professorat, il reçoit une pension de la part de l'État.

## Galerie

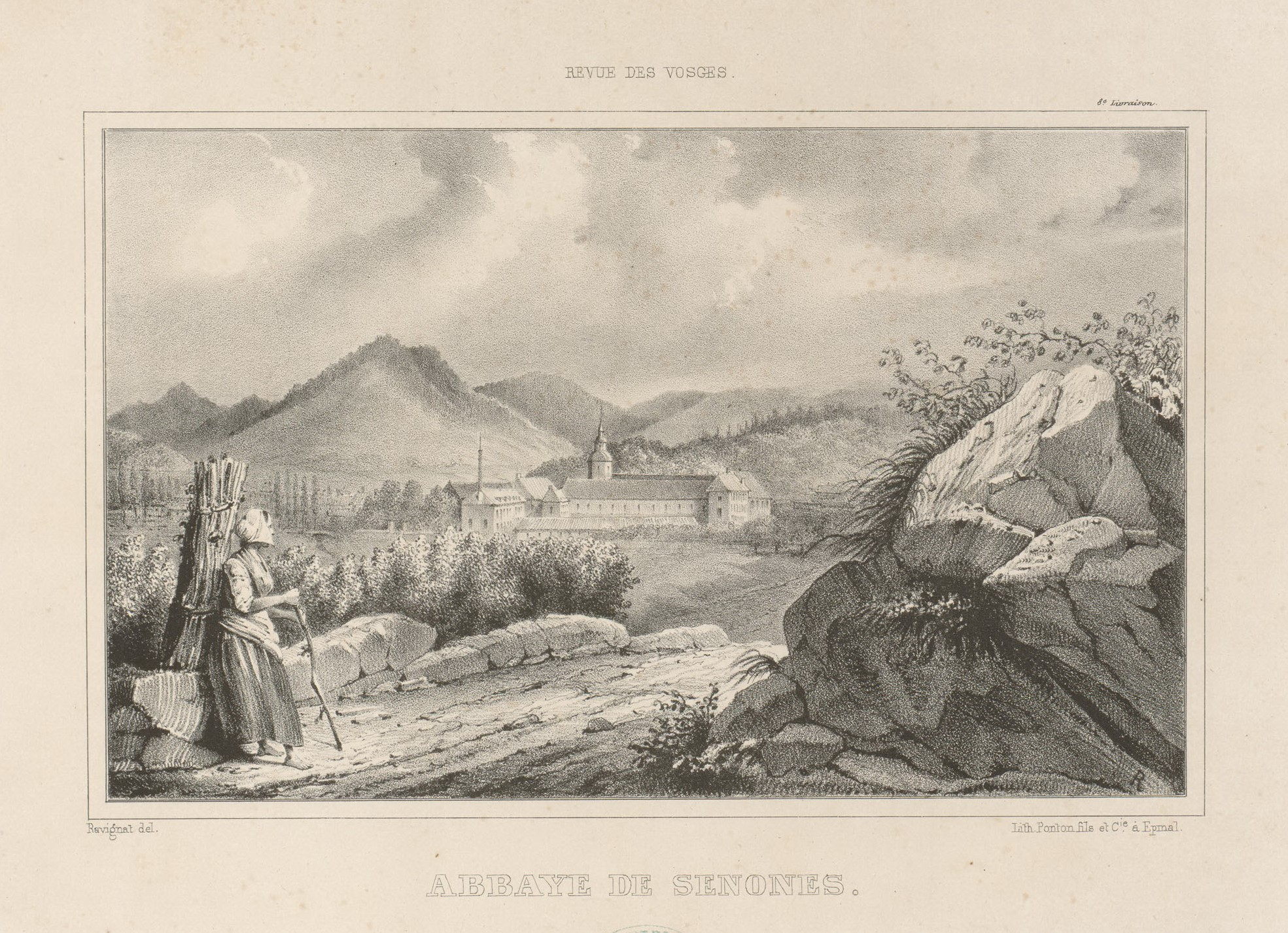
L'abbaye Saint-Pierre de Senones.
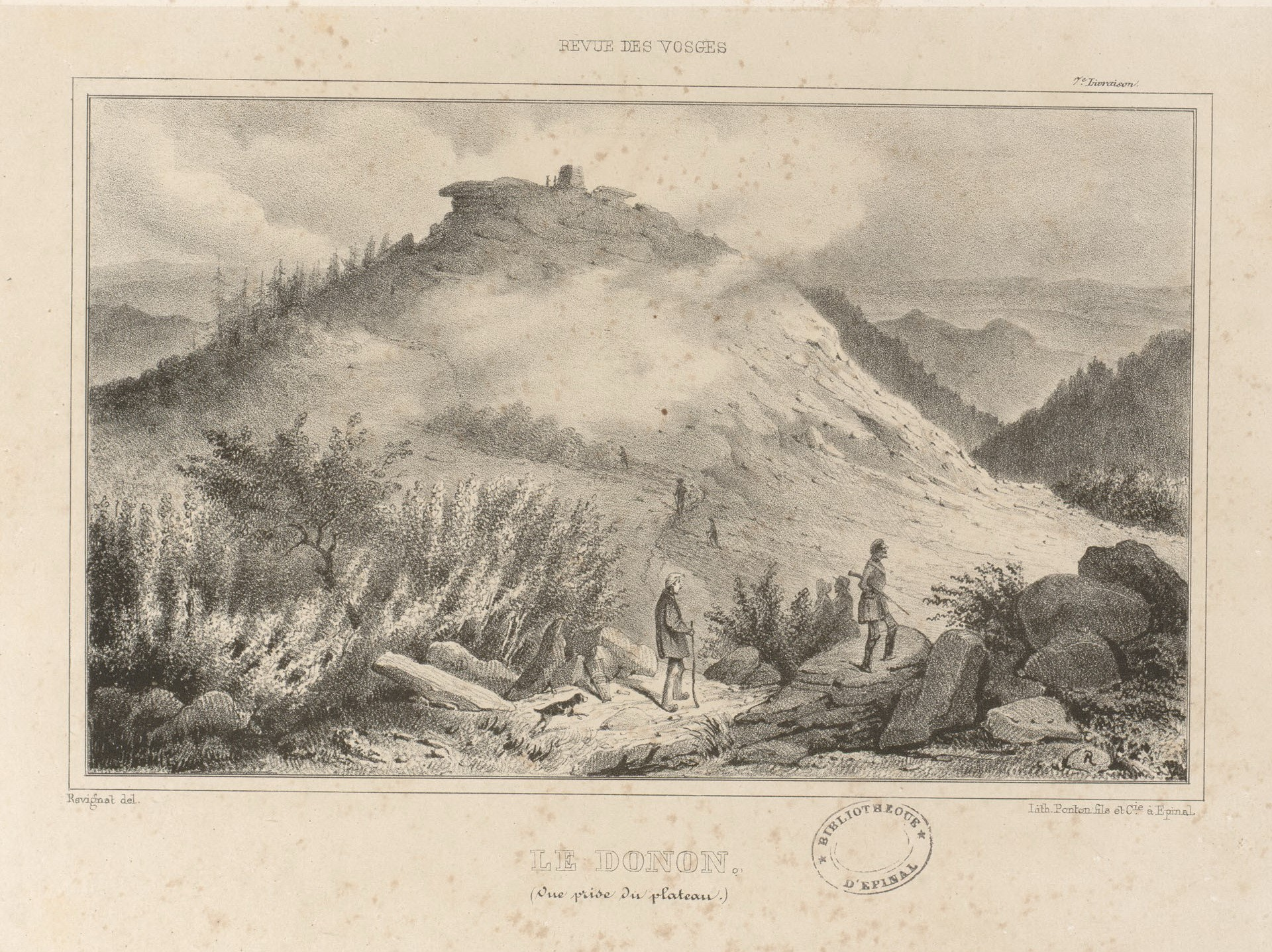
Le Donon.
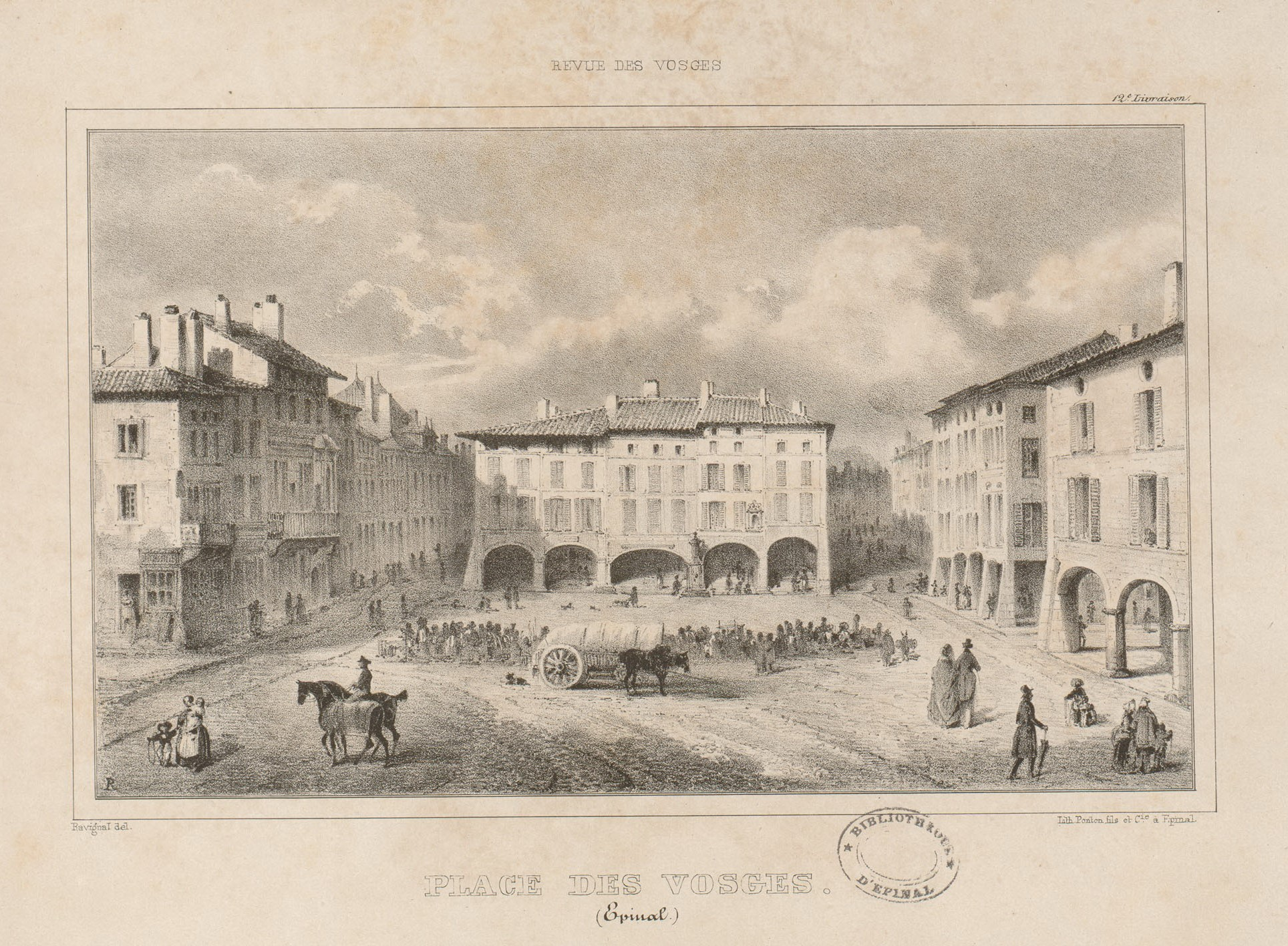
La place des Vosges, à Épinal.